# Lipovac (żupania virowiticko-podrawska)
Lipovac – wieś w Chorwacji, w żupanii virowiticko-podrawskiej, w gminie Gradina. W 2011 roku liczyła 312 mieszkańców.